# هارون‌آباد، بهاولنگر
هارون‌آباد (به انگلیسی: Haroonabad) یک منطقهٔ مسکونی در پاکستان است که در ناحیه بهاولنگر واقع شده‌است. هارون‌آباد ۷۷۲ کیلومتر مربع مساحت و ۳۶۰٫۰۰۰ نفر جمعیت دارد و ۱۷۸ متر بالاتر از سطح دریا واقع شده‌است.